# Licuala robinsoniana
Licuala robinsoniana är en enhjärtbladig växtart som beskrevs av Odoardo Beccari. Licuala robinsoniana ingår i släktet Licuala och familjen Arecaceae. Inga underarter finns listade i Catalogue of Life.